# Seznam osebnosti iz Občine Brda
Seznam osebnosti iz občine Brda vključuje osebnosti, ki so se tu rodile, delovale ali umrle.

## 18. stoletje
- grof Rudolf Coronini Cronberg (1758–1791), grof in diplomat, ki je živel na posestvu v Kojskem, kjer je dal med letoma 1765 in 1768 na mestu dotrajane gotske cerkve zgraditi novo poznobaročno cerkev
- Franc Juliani (15. oktober 1756, Biljana – 14. december 1836, Sveti Jošt nad Kranjem), duhovnik
- Jožef Zucchiati (4. februar 1787, Medana - 11. maj 1874, Gorica), pravnik, sodnik in komisar v Lembergu, krvni sodnik v Laškem (Tüffer), sodnik in komisar v Sežani (gospostvo Schwarzenegg), sodnik v Vodnjanu, svetnik v senatu sodišča v Zadru in Rovinju, predsednik kolegija sodišča v Dubrovniku (Ragusa), cesarsko kraljevi dvorni svetnik, član senata Vrhovnega sodišča Lombardsko-beneškega kraljestva, Verona.

## 19. stoletje
- grof Silvio de Baguer (2. december 1838, Odesa, Ukrajina – 27. april 1927, Gorica, Italija), lastnik gradu na Dobrovem
- Venceslav Bele (25. julij 1887, Višnjevik – 19. december 1938, Gorica, Italija), rimokatoliški duhovnik, pisatelj in literarni zgodovinar
- Antonio Cascino (14. september 1862, Piazza Armerina, Italija – 29. september 1917, Kojsko), italijanski general
- Anton Cibič (16. januar 1832, Podsabotin – 16. marec 1906, Črniče), duhovnik, narodni delavec in organizator
- Gašper Cigale (2. januar 1805, Zadlog – 2. maj 1850, Biljana), narodni buditelj, publicist in duhovnik
- Anton Červ (20. januar 1846, Koritnica, Tolmin – 13. december 1891, Koritnica, Tolmin), zgodovinar, nabožni pisatelj in vikar v Kozani med letoma 1877 ter 1880
- Edvard Ferjančič (14. marec 1898, Vipava – 19. september 1957, Kojsko), duhovnik, ki je bil med 2. svetovno vojno pobudnik in predsednik okrožnega odbora Osvobodilne fronte ter narodnoosvobodilnega odbora za Brda in si je prizadeval za ureditev nove meje z Jugoslavijo, zlasti na ozemlju Brd
- Josip Fon (14. marec 1879, Vrsno – 29. november 1956, Jesenice), duhovnik, pokopan v Vipolžah
- Franc Gorkič (19. februar 1888, Spodnja Vrtojba – 16. november 1977, Vrtojba), narodno-obrambni in kulturni delavec, urednik ter član likvidacijske komisije pri Društvu kolonov v Fojani
- Alojz Gradnik (3. avgust 1882, Medana – 14. julij 1967, Ljubljana), pesnik, prevajalec in sodnik, po katerem sta poimenovani ulica in osnovna šola na Dobrovem, pred katero je od nedavnega postavljen njegov kip; v Medani stoji pesnikova rojstna domačija, na kateri je spominska plošča, ki obeležuje, da je v njej Gradnik živel in ustvarjal, v Medani pa je Gradnik tudi pokopan; od Dobrovega do Medane je urejena Gradnikova učna pot, na kateri so postavljene informativne table, med drugim tudi o Gradnikovem življenju in pesniškem ustvarjanju; vsako leto na Gradu Dobrovo, v Medani in Vili Vipože prirejajo po njem poimenovano literarno-glasbeno prireditev Gradnikovi večeri
- Rajko Gradnik (15. november 1880, Medana – 20. junij 1961, Bled), šolnik, prosvetni delavec, geomorfolog in meteorolog
- Vladimir Gradnik (17. julij 1899, Medana – 1983, Ljubljana), vojaški strokovnjak in strokovni pisec
- Anton Jakončič (13. november 1857, Šlovrenc – 1930, Gorica, Italija), posestnik, politik in bankir
- Ivan Jurič (1. oktober 1868, Medana – 10. avgust 1894, Gorica, Italija), filozof
- Miloš Kamuščič (11. september 1852, Vrhovlje pri Kožbani – 24. november 1922, Trst, Italija), šolnik, publicist in humorist
- Anton Klančič (20. maj 1845, Podgora, Italija – 24. januar 1934, Gorica, Italija), politik in veleposestnik
- Andrej Kocijančič (13. november 1832, Vipolže – 15. december 1908, Podgora, Avstrija), posestnik v Šmartnem in politik
- Alojzij Kodermac (3. februar 1892, Hruševlje – 23. december 1977, Vipolže), duhovnik in javni delavec
- Ignac Kožlin (10. julij 1878, Biljana – 17. april 1955, Ljubljana), glasbenik, zborovodja in kulturni delavec v Goriških brdih
- Ciril Kumar (27. november 1864, Kojsko – 20. februar 1929, Ljubljana), glasbenik, organist, skladatelj in zborovodja
- Ludvik Kumar (15. avgust 1856, Kojsko – 13. oktober 1932, Gorica, Italija), duhovnik in cerkveni govornik, župnik v Biljani
- Srečko Kumar (9. april 1888, Kojsko – 9. februar 1954, Koper), glasbeni učitelj in zborovodja, čigar doprsni kip je postavljen v Kojskem
- Albert Leban (2. januar 1878, Prvačina – 8. maj 1928, Kojsko), duhovnik in glasbenik, ki je kot duhovnik služboval v Kojskem, kjer se je ukvarjal s cerkvenim petjem in verskim delovanjem
- Alojz Mavrič (27. junij 1874, Fojana – 4. februar 1954, Fojana), posestnik in javni delavec; bil je predsednik Fojanske zadruge, ki je bila za domačine zelo pomembna, saj so bili vanjo vključeni briški koloni, z njeno pomočjo pa so Fojanci odkupovali zemljo grofa d Baguerja
- Luka Pintar (15. oktober 1857, Hotavlje – 7. december 1915, Ljubljana), jezikoslovec in literarni zgodovinar, ki je objavil Imenoslovno črtico Vipolže
- Vladimir Prinčič (1. december 1888, Vipolže – 11. marec 1972, Ljubljana), glasbenik in skladatelj
- Ivan Reja (27. marec 1852, Vipolže – 24. februar 1903, Gorica, Italija), gostilničar in vnet rodoljub, podornik slovenskih narodnih društev
- Izidor Reja (11. september 1877, Vipolže – 17. april 1918, Trst, Italija), narodni delavec in zdravnik
- Oskar Reya (3. julij 1900, Kozana – 13. marec 1980, Ljubljana), meteorolog in izredni profesor na ljubljanski univerzi in zdravnik
- Konrad-Rado Sfiligoj (22. oktober 1890, Medana – 1969 ?), zobozdravnik, eden od ustanoviteljev Dentistične šole v Ljubljani in njen prvi ravnatelj
- Ferdinand Simčič (1869–1915), organist, zadružni organizator in učitelj v Biljani
- Anton Simoniti (1. april 1868, Fojana – 12. april 1954, Fojana), organist, pevovodja, prosvetni delavec in čevljar, ki je vodil številne cerkvene in prosvetne zbore v Fojani, Vipolžah, Kozani, Cerovem, Biljani ter Medani
- Ivan Stres (4. maj 1847, Idrsko – 23. julij 1876, Podsabotin), duhovnik in publicist, vikar v Podsabotinu
- Albert Širok (22. februar 1895, Kozana – 3. oktober 1985, Ljubljana), pesnik, prevajalec, urednik in kulturni delavec
- Karel Širok (26. oktober 1889, Šmartno – 5. januar 1942, Draga, Begunje na Gorenjskem), mladinski pesnik in pisatelj
- Mihael Toroš (12. avgust 1884, Medana – 29. december 1963, Nova Gorica), duhovnik, prelat in apostolski protonar
- Andrej Anton Uršič (3. september 1864, Sovodnje pri Gorici, Italija – 1. september 1925, Vogrsko), duhovnik in šahovski problemist, ki je kot duhovnik služboval v Goriških brdih
- Andrej (Hrabroslav) Volarič (14. november 1863, Kobarid – 30. september 1895, Devin, Italija), učitelj v Kozani med letoma 1886 in 1892 ter skladatelj vokalne glasbe
- Ludvik Zorzut (24. avgust 1892, Medana – 27. april 1977, Kanal), pesnik in publicist, ki je največji uspeh doživel s pesmima Brda, Brda in Čriešnje, čriešnje, ki so ju uglasbili
- Ignacij Zupan (21. julij 1853, Kropa – 7. november 1915, Kamna Gorica), izdelovalec orgel, ki je v Biljani postavil orgle s 17 registri
- Anton Žigon (4. september 1828, Kojsko – 18. april 1882, Kojsko), deželni poslanec in govornik na taborih; odprl in vodil je tabor v Biljani in na njem govoril
- Franc Zucchiati (18. marec 1835, Medana - 3. oktober 1916, Medana), podpisnik vabila za tabor v Šempasu leta 1868, podpisnik vabila in organizator tabora v Biljani leta 1869, prvi župan novoustanovljene občine Medana.
- Franc Zucchiati (29. oktober 1892, Medana - 28. december 1957, Medana), prvi briški nogometaš, nogometno društvo Jugoslavija, Gorica 1910, igral za kluba Hermes in Ilirija, Ljubljana 1911 - 1912, za kluba Ilirija, Ljubljana 1919 in Sportni Klub Primorje, Ljubljana 1919 - 1923. Oberleutnant v avstro-ogrski vojski, srebrna medalja za hrabrost, bronasta vojaška zaslužna medalja z meči za oficirje, Karlov četni križec

## 20. stoletje
- Ivan Bavdaž (15. avgust 1906, Dornberk – 16. december 1992, Ljubljana), sadjar in vinogradnik, ki je pospeševal sadjarstvo ter vinogradništvo in prirejal tečaje ter urejal zasebne nasade v Vipolžah in na Dobrovem
- Marjan Bažato (31. januar 1955, Jesenice – 3. januar 1996, Hum), fotograf, ki je osnovno šolo obiskoval v Gornjem Cerovem in na Dobrovem, leta 1992 pa je izdal samostojno fotomonografijo Trenutki v Goriških Brdih
- Jožko Benedetič (27. marec 1927, Vipolže – 6. februar 1993, Rim, Italija), duhovnik in semeniški spiritual, ki je bil med letoma 1952 ter 1963 župnijski upravnik v Šmartnem, kjer je obnovil cerkev s slikami Toneta Kralja
- Lidija Benedetič Lapajne (1. april 1959, Jesenice), slovenska atletinja, ki je za Jugoslavijo nastopila v skoku v višino na Poletnih olimpijskih igrah leta 1980 v Moskvi ter na Poletnih olimpijskih igrah 1984 v Los Angelesu; postavila je šest državnih rekordov; otroštvo in mladost je preživela v Dolnjem Cerovem
- Mitja Blažič (19. november 1974, Dobrovo), radijski novinar in aktivist za pravice istospolno usmerjenih
- Dušan Brezavšček (25. avgust 1921, Gornje Cerovo), pravnik, prevajalec in vojaški častnik
- Miroslav Brezavšček (22. marec 1917, Šentjanž, Sevnica – 21. feburar 1931, Gornje Cerovo), narodni delavec, član in eden od ustanoviteljev dijaške tajne organizacije Črni bratje
- Maks Debenjak (13. april 1909, Kozana – 24. december 1985, Gorica, Italija), organist in pevovodja, ki je deloval kot organist v Kozani ter s svojim pevskim zborom nastopal na veselicah v Brdih
- Edvard Erzetič (25. maj 1939, Gradno), pisec, dialektolog in planinski vodnik, ki je pripravil ter objavil Slovar narečnih, etimoloških in toponomastičnih izrazov vasi Gradno in Višnjevik v Brdih; bil je prejemnik priznanj Zlati častni znak Planinske zveze Slovenije in bronaste Gallusove značke Zveze kulturnih organizacij Slovenije; Občina Brda mu je ob izidu narečnega slovarja prav tako poklonila priznanje
- Romana Favier (26. april 1930, Vedrijan), slikarka, ki ustvarja predvsem v olju, slika pejsaže, tihožitja ter portrete, danes pa živi v Melbournu v Avstraliji
- Gradimir Gradnik (24. junij 1928, Medana – 16. april 1988, Medana), enolog in vinogradnik
- Janko Gravner (1959, Hum), matematik in predavatelj na Oddelku za matematiko Univerze v Kaliforniji
- Tina Grudina (3. december 1995, Šempeter pri Gorici, odbojkarica iz Goriških brd, članica slovenske ženske odbojkarske reprezentance
- Jože Habula (1971), bobnar skupine Big Foot Mama in učitelj, ki je med letoma 2005 in 2006 na OŠ Dobrovo poučeval gospodinjstvo in tehnični pouk
- Zlatko Kaučič (21. februar 1953, Postojna), slovenski jazz tolkalist in bobnar, ki je med drugim uglasbil poezijo Alojza Gradnika in živi na Dobrovem v Brdih
- Zdravko Klanjšček (27. oktober 1938, Gornje Cerovo), gradbenik, pevovodja, komponist in ustanovitelj več moških pevskih zborov
- Jelko Kodermac (22. november 1926, Fojana – 26. julij 1980, Fojana), kmet in zadružni ter družbenopolitični delavec, ki si je prizadeval za gospodarski napredek Goriških brd, posebej kmetijstva
- Patricij Kodermac (4. april 1911, Neblo – 5. april 1981, Butiatuba, Brazilija), misijonar v Braziliji, kjer je zidal cerkve, kapele in župnišča
- Petra Koršič (?, ?), literarna kritičarka, urednica in pesnica iz Goriških brd, ki je leta 2017 izdala pesniški prvenec Furlanka je dvignila krilo
- Radko Kovačič (9. julij 1925, Idrija pri Bači), urednik, filmski scenarist, vojaški častnik in politični komisar II. bataljona brigade VDV, ki je delovala predvsem v Brdih ter Beneški Sloveniji
- Ciril Kren (29. september 1921, Plešivo – 4. september 2007, Buenos Aires, Argentina), skladatelj in zborovodja
- Aleš Kristančič (?, ?), mednarodno priznan vinar iz Ceglega, ki je bil kot prvi Slovenec uvrščen na lestvico stotih najboljših vinarjev na svetu; prideluje vina pod blagovno znamko Movia
- Jolanda Kristančič (13. marec 1906, Višnjevik – 1. marec 1976, Trst, Italija), redovnica
- Danila Kumar (13. oktober 1921, Hum, Brda – 18. marec 1944, Lubnik, Škofja Loka), partizanka in narodna herojka Jugoslavije, članica Komunistične partije Slovenije, kasneje namestnica političnega komisarja čete in Tomšičevega bataljona; leta 1979 so ji na vhodu v osnovno šolo v Kojskem odkrili spominsko ploščo
- Rafko Marinič (12. april 1968, Šempeter pri Gorici), nekdanji slovenski atlet iz Gonjač, ki je leta 1995 na mednarodnem atletskem tekmovanju v Budimpešti v teku na 800 m zasedel 4. mesto, kar je bil nov slovenski dvoranski rekord
- Samo Miklavc (1974, Šempeter pri Gorici), dvoranski odbojkar in odbojkar na mivki (v paru z Jasminom Čuturićem), nekdanji državni reprezentant ter kapetan slovenske odbojkarske reprezentance, ki je otroštvo preživel v Brdih
- Jean Michel Morel (1966, Pariz), mednarodno priznan vinar, ki v kraju Šlovrenc prideluje vina pod blagovno znamko Kabaj
- Dora Obljubek (1902, Višnjevik – 1999, Drnovk), pesnica, ki je v času 2. svetovne vojne pisala pesmi s partizansko vsebino, rokopise iz tega obdobja pa poklonila osnovni šoli na Dobrovem; pomembna so njena pričevanja o moževi rodbini, ki jih je zbrala v kroniki, kot vir za študij družinskega in rodbinskega življenja ter socialne razslojenosti v briških vaseh od 2. polovice 19. stoletja do sredine 20. stoletja in za zgodovino kolonata v Goriških brdih; njena hčerka je Darinka Sirk, zbiralka materialne in nesnovne dediščine
- Patricija Peršolja (2. avgust 1967, Šempeter pri Gorici), mladinska pisateljica, logopedinja in surdopedagoginja, ki živi in dela v Goriških brdih
- Rosana Peršolja (?, Šempeter pri Gorici), pevka, ki je leta 2003 izdala zgoščenko dvanajstih slovenskih ljudskih pesmi Kje so moje rožice
- Avgust Sfiligoj (21. oktober 1902, Dobrovo – 28. maj 1985, Gorica, Italija), slovenski rodoljub, odvetnik in politik
- Marjan Simčič (17. avgust 1960, Postojna – 15. april 2016, Ljubljana), visokošolski učitelj na Oddelku za živilstvo na Biotehniški fakulteti Univerze v Ljubljani, raziskovalec na področju prehrane, dietetike in živilstva ter kulturni delavec; v Vrhovlju pri Kojskem je preživel rano mladost in osnovnošolska leta
- Marjan Simčič (?, ?), mednarodno priznan vinar iz Ceglega, ki prideluje vina pod blagovno znamko Marjan Simčič
- Lojze Simoniti (2. avgust 1901, Biljana – 16. februar 1957, Maribor), zdravnik specialist za pljučne bolezni in avtor strokovnih člankov o njih
- Rado Simoniti (15. maj 1914, Fojana – 14. maj 1981, Ljubljana), skladatelj, dirigent in glasbeno-prosvetni delavec
- Darinka Sirk (5. februar 1928, Krasno), predmetna učiteljica, zbiralka materialne in nesnovne dediščine, avtorica knjig Ivanov venec: briške šege in navade, Devetindevetdeset meštirjev – sto mižerij in Skrita belina
- Miran Srebrnič (18. januar 1970, Šempeter pri Gorici), nekdanji nogometaš kluba Gorica, za katerega je med letoma 1993 in 2007 odigral 400 tekem in dosegel 34 golov,  med letoma 2011 in 2018 pa je bil glavni trener tamkajšnje nogometne ekipe; med letoma 1996 in 1998 je za slovensko nogometno reprezentanco odigral šest uradnih tekem; otroštvo in mladost je preživel v Medani
- Peter Stres (14. junij 1952, Idrsko – 16. december 2015, Biljana), zgodovinar, učitelj zgodovine in ravnatelj OŠ Dobrovo, ki je med drugimi izdal knjigi Biljana o preteklosti župnije ter občine Biljana in Priimki v Brdih: Izvor in razvoj do 1. svetovne vojne
- Ana Toroš (14. november 1978, Šempeter pri Gorici), literarna raziskovalka in predavateljica, doma v Goriških brdih
- Bor Zuljan (22. april 1969, Šempeter pri Gorici), slovenski glasbenik in kitarist iz Kojskega, nekdanji član skupin Big Ben, As in Šank Rock
- Danila Zuljan Kumar (4. julij 1968, Šempeter pri Gorici), dialektologinja, jezikoslovna raziskovalka in predavateljica na Fakulteti za humanistiko Univerze v Novi Gorici, ki živi v Goriških brdih

## Osebnosti od drugod
- Simon Gregorčič (15. oktober 1884, Vrsno – 24. november 1906, Gorica, Italija), pesnik in duhovnik, po katerem je poimenovana ulica na Dobrovem
- Franc Kos (24. december 1853, Selca – 14. marec 1924, Ljubljana), zgodovinar, ki je v Jadranskem almanahu za leto 1923 objavil študijo Goriška Brda v srednjem veku
- Tone Kralj (23. avgust 1900, Zagorica, Dobrepolje – 9. september 1975, Ljubljana), slikar, kipar, grafik, ilustrator in oblikovalec pohištva, ki je poslikal notranjščino cerkve Svetega Martina v Šmarnem
- Jawaharlal Nehru (14. november 1889, Allahabad, Indija  – 27. maj 1964, New Delhi, Indija), vizionarski filozof in indijski državnik, čigar doprsni kip, ki ga je indijska delegacija leta 2013 briški občini podarila kot darilo, stoji na dvorišču pred Gradom Dobrovo
- Clemente Constantino del Neri (7. julij 1865, Gorica, Italija – 2. januar 1943, Gorica, Italija), slikar in restavrator, avtor fresk ter oltarne slike v cerkvi v Biljani
- Ferdinand Stuffleser (19. december 1855, ? – 9. oktober 1929, ?), podobar, ki je opremil cerkev Svetega Križa v Kojskem
- Silvan Bevčar (3. junij 1957, Gorica, Italija), slikar, grafik in ilustrator, ki navdih za likovne motive črpa iz svojega ožjega življenjskega prostora, Goriških brd
- Janez Boljka (21. junij 1931, Subotica, Srbija – 20. avgust 2013, Ljubljana), kipar, slikar in grafik, ki je za Goriška brda leta 1961 oblikoval spomenik narodnoosvobodilnemu boju, ki stoji pod razglednim stolpom v Gonjačah
- Jakov Brdar (22. april 1949, Livno, Bosna in Hercegovina), kipar, avtor bronastega kipa Alojza Gradnika na Dobrovem
- Lojze Ilija (19. junij 1905, Spodnji Brnik – 4. november 1982, Los Taques, Venezuela), pisatelj, ki je v Brda (Šlovrenc) postavil dogajališče svojega zgodovinskega romana Zadnji rabin v Ljubljani
- Zoran Mušič (12. februar 1909, Bukovica, Renče - Vogrsko – 25. maj 2005, Benetke, Italija), slikar, grafik in risar, ki so mu v dvorcu na Gradu Dobrovo uredili edino stalno razstavo njegovih del za 134 grafičnih listov
- Marko Šlajmer (29. junij 1927, Maribor – 19. oktober 1969, Ljubljana), arhitekt, avtor konstrukcije razglednega stolpa v Gonjačah

## Literarni ustvarjalci, ki so motive iz Brd vnesli v svoja literarna dela
- France Bevk (17. september 1890, Zakojca – 17. september 1970, Ljubljana), pisatelj, pesnik, dramatik, publicist in prevajalec; v svojih mladostnih pesmih je Brdom posvetil cikel Jutro v Brdih I–V (1913), na Dobrovem najdemo po njem poimenovano ulico, pod razglednim stolpom v Gonjačah pa so na bronasti plošči vtisnjeni njegovi verzi
- Janez Jalen (26. maj 1891, Rodine – 12. april 1966, Ljubno na Gorenjskem), pisatelj, dramatik in duhovnik, ki je postavil drugo poglavje svoje pripovedi Ograd v kmečko idilo Brd, ki so postaja v reševanju ljubezenskega konflikta
- Danilo Lokar (9. maj 1982, Ajdovščina – 21. julij 1989, Ljubljana), zdravnik in pisatelj, ki je v svojih pripovedih večkrat skiciral briško pokrajino
- Andrej Žnidarčič (2. december 1835, Gradišče nad Prvačino – 31. julij 1913, Šempeter pri Gorici), vikar in narodni buditelj, ki je napisal himno Briška budnica (1882), s katero je izrazil zavest o pripadnosti Brd slovanskemu svetu
- Nada Carevska (2. marec 1922, Ljubljana – 4. januar 2011, Ljubljana), slovenska prevajalka, univerzitetna profesorica in partizanka, ki je napisala najbolj znano pesem iz boja za osvoboditev Brd in priključitev k matični Sloveniji Smrt v Brdih
- Zora Piščanc (12. maj 1912, Trst, Italija – 23. november 1989, Trst, Italija), pisateljica in kulturna delavka, ki je Brda uporabila za razvijanje zgodbe v Pastirici Urški
- Zorko Simčič (19. november 1921, Maribor), slovenski pesnik, pisatelj, dramatik, publicist in esejist, ki je bil rojen briškim beguncem na Štajerskem; Brda so imela inspiracijsko moč za njegovo literarno ustvarjanje v Argentini, med obema vojnama pa je objavljal pod psevdonimom Bric
- Ljubka Šorli (19. februar 1910, Tolmin – 30. april 1993, Gorica, Italija), pesnica, ki v svojih pesmih Brda zaznava kot sestavni del Goriške; v pesmi Pomlad na Goriškem se dotakne tudi nepravične meje, ki je razkosala Brda
- Stanko Vuk (12. november 1912, Miren – 10. marec 1944, Trst, Italija), pesnik in pisatelj, čigar mati je bila iz Medane; v potopisnem spisu Obisk v Brdih je opisal spoznavanje briške pokrajine